# 10169 Ogasawara
10169 Ogasawara eller 1995 DK är en asteroid i huvudbältet som upptäcktes den 21 februari 1995 av den japanska astronomen Takao Kobayashi vid Ōizumi-observatoriet. Den är uppkallad efter den japanska ögruppen Ogasawara.
Asteroiden har en diameter på ungefär 7 kilometer.